# Loxosceles tenango
Espèce
Loxosceles tenango est une espèce d'araignées aranéomorphes de la famille des Sicariidae.

## Distribution
Cette espèce est endémique du Mexique. Elle se rencontre en Hidalgo et au San Luis Potosi.

## Description
Le mâle holotype mesure 7 mm et la femelle paratype 8,35 mm.

## Étymologie
Son nom d'espèce lui a été donné en référence au lieu de sa découverte, la Cueva de Tenango.

## Publication originale
- Gertsch, 1973 : A report on cave spiders from Mexico and Central America. Studies on the cavernicole fauna of Mexico and adjacent regions, Association of Mexican Cave Studies Bulletin, vol. 5, p. 141-163 (texte intégral).